# Eurasburg (Souabe)
Pour les articles homonymes, voir Eurasburg.
Eurasburg est une commune de Bavière (Allemagne) de 1 630 habitants, située dans l'arrondissement d'Aichach-Friedberg.